# (37560) 1986 QK3
(37560) 1986 QK3 là một tiểu hành tinh vành đai chính được phát hiện bởi Henri Debehogne ở Đài thiên văn La Silla ở Chile ngày 29 tháng 8 năm 1986.